# Norgervaart (hameau)
Pour les articles homonymes, voir Norgervaart.
Norgervaart est un hameau néerlandais de la province de Drenthe.
Norgervaart s'étend le long du canal du même nom, qui lui a donné son nom. De par son étendue, le hameau se trouve à cheval sur trois communes : Noordenveld (Huis ter Heide), Midden-Drenthe (Bovensmilde) et Assen.